# 任正隆
任正隆（1949年—），四川彭州人，汉族，中华人民共和国政治人物、第十一届全国人民代表大会四川地区代表。
毕业于四川农学院作物育种专业。2008年，担任全国人大农业与农村委员会委员，四川农业大学教授。